# Pseudoxenasma verrucisporum
Pseudoxenasma verrucisporum — вид грибів, що належить до монотипового роду  Pseudoxenasma. Цей рід був  описаний у 1976 році.

## Розповсюдження
Цей вид був знайденій Йорстан К.; Ларсон, К.H. в Швеції. Також цей вид було знайдено на території Норвегії та Австрії. Цікавий факт що більшість знахідок було здійснено на території церков.